# Rio Humber (Ontário)
Rio Humber é um rio localizado em Ontário, Canadá, que possui 153 km de extensão. Desemboca no lago Ontário, dentro de Toronto.